# هارت بليد
هارت‌بليد (بالإنجليزية: Heartbleed )‏ "نزيف القلب" هي ثغرة أمنية في مكتبة تشفير أوبن إس إس إل مفتوحة المصدر المُستخدمة لتأمين استخدام الإنترنت. اكتشف الثغرة نيل ميثا الذي يعمل في فريق الأمان في شركة جوجل، كما قالت كودنوميكون أنها اكتشفت الثغرة بشكل منفصل عن جوجل، وكذلك أعطتها اسمها الحالي ونبهت الجميع حول الثغرة وخطورتها بإطلاق موقع http://heartbleed.com، وكذلك أعطتها شعار القلب النازف.
أصدرت شركة جوجل پاچ لإصلاح الثغرة عبر بودو مويلر وآدم لونگلي.

شرح مُبسَّط لكيفية عمل واستخدام الثغرة، لاحظ بساطة وقوة الثغرة حيث تستطيع استخراج كلمات السر ومفاتيح التشفير وأرقام بطاقات الائتمان وغيرها من البيانات الحساسة

## المواقع المُصابة
المواقع المُصابة التي ترتيبها أقل من 1000 حسب ألكسا:
- 123RF.com (أصلح في أو قبل 10 أبريل 2014)[2]
- 500px (أصلح في أو قبل 10 أبريل 2014)[3]
- AddThis (أصلح في أو قبل 10 أبريل 2014)[4]
- خدمة تقصير الروابط (heartbleed: timeout pada 10 أبريل 2014)[5]
- amung.us (أصلح في أو قبل 10 أبريل 2014)[6]
- أرشيف الإنترنت (أصلح في أو قبل 10 أبريل 2014)[7]
- avazutracking.net (أصلح في أو قبل 10 أبريل 2014)[8]
- avito.ru (أصلح في أو قبل 10 أبريل 2014)[9]
- beeg.com (أصلح في أو قبل 10 أبريل 2014)[10]
- digitalpoint.com (أصلح في أو قبل 10 أبريل 2014)[11]
- Dreamstime (أصلح في أو قبل 10 أبريل 2014)[12]
- دك دك غو (أصلح في أو قبل 10 أبريل 2014)[13]
- elegantthemes.com (heartbleed: timeout pada 10 أبريل 2014)[14]
- رائد الأعمال (مجلة) (أصلح في أو قبل 10 أبريل 2014)[15]
- إيفنت برايت  [لغات أخرى]‏ (أصلح في أو قبل 10 أبريل 2014)[16]
- فليكر[17] (أصلح في أو قبل 10 أبريل 2014)[18]
- The Motley Fool (أصلح في أو قبل 10 أبريل 2014)[19]
- hidemyass.com (أصلح في أو قبل 10 أبريل 2014)[20]
- إمجور[17] (أصلح في أو قبل 10 أبريل 2014)[21]
- Kaskus (dial tcp 103.6.117.3:443: I/O timeout on 10 أبريل 2014)[22]
- كيك اس تورنت (أصلح في أو قبل 10 أبريل 2014)[23]
- LEO (أصلح في أو قبل 10 أبريل 2014)[24]
- ميريام وبستر (m-w.com) (أصلح في أو قبل 10 أبريل 2014)[25]
- OkCupid (heartbleed: timeout on 10 أبريل 2014)[26]
- اوتبرين (أصلح في أو قبل 10 أبريل 2014)[27]
- بوبليشر كليرنج هاوس (أصلح في أو قبل 10 أبريل 2014)[28]
- PetFlow (أصلح في أو قبل 10 أبريل 2014)[29]
- PicMonkey (أصلح في أو قبل 10 أبريل 2014)[30]
- popads.net (masih rentan pada tanggal 10 أبريل 2010)[31]
- ريد تيوب (أصلح في أو قبل 10 أبريل 2014)[32]
- scoop.it (أصلح في أو قبل 10 أبريل 2014)[33]
- Seznam.cz (أصلح في أو قبل 10 أبريل 2014)[34]
- sh.st (أصلح في أو قبل 10 أبريل 2014)[35]
- سلايت (dial tcp 107.20.144.3:443: connection refused 10 أبريل 2014)[36]
- سوغو  [لغات أخرى]‏ (أصلح في أو قبل 10 أبريل 2014)[37]
- Squidoo (أصلح في أو قبل 10 أبريل 2014)[38]
- ستاك إكستشينج (أصلح في أو قبل 10 أبريل 2014)[39]
- ستاك أوفرفلو (أصلح في أو قبل 10 أبريل 2014)[40]
- ستيم (أصلح في أو قبل 10 أبريل 2014)[41]
- مجموعة أجهزة سونينغ  [لغات أخرى]‏ (أصلح في أو قبل 10 أبريل 2014)[42]
- Us Weekly (heartbleed: timeout 10 أبريل 2014)[43]
- WEB.DE (أصلح في أو قبل 10 أبريل 2014)[44]
- WeTransfer (أصلح في أو قبل 10 أبريل 2014)[45]
- مطوري إكس دي أي (أصلح في أو قبل 10 أبريل 2014)[46]
- ياهو![17] (أصلح في أو قبل 10 أبريل 2014)[47]
- yts.re (أصلح في أو قبل 10 أبريل 2014)[48]
- Zeobit (أصلح في أو قبل 10 أبريل 2014)[49]
- زوهو أوفيس (أصلح في أو قبل 10 أبريل 2014)[50]

## انظر ايضا
- شيلشوك
- سبيكتر
- ديرتي كاو